# Eduardo Onofre
Eduardo Onofre Cárdenas (26 de julio de 1964, Guadalajara, Jalisco, México) es un futbolista mexicano retirado que jugaba en la posición de delantero. Surgió de las fuerzas básicas del Club Deportivo Guadalajara y participó en los XIV Juegos Centroamericanos y del Caribe con la Selección de fútbol de México.
Empezó a jugar fútbol a los catorce años de edad en el equipo Talleres Onofre, el cual participaba en la Liga de Segunda Fuerza de la Asociación del Estado de Jalisco, para después pasar a Primera Fuerza con el Empaques de Cartón Titán.
Ingresa al Club Deportivo Guadalajara en la temporada 1978-79, iniciándose en la categoría Juvenil B, con quien logra el quinta lugar en la liga de la Asociación.
Durante su estancia en las reservas del Guadalajara jugó en el equipo dirigido por Tomás Balcázar, el cual participaba en la Liga Mayor de Invitación de la Asociación del Estado de Jalisco.
Con el primer equipo disputó algunos partidos amistosos, como el encuentro contra Fluminense y la gira por El Salvador de 1984. Deja la institución rojiblanca en julio de 1985.
En la Segunda División jugó con el Zamora de 1986 a 1988 y para la temporada 1988-89 pasa al equipo Federación de Estudiantes de Guadalajara.